# Irish League Cup 2024-2025
La Irish Football League Cup 2024-2025, denominata BetMcLean League Cup per ragioni di sponsorizzazione, è stata la 38ª edizione della competizione, iniziata il 13 agosto 2024 e terminata il 9 marzo 2025.
A vincere il trofeo è stato il Cliftonville, al suo settimo trionfo nella competizione, dopo aver battuto in finale il Glentoran pe 1-0 nei tempi supplementari.

## Calendario
La competizione è aperta alle 38 squadre delle prime tre serie della piramide calcistica nordirlandese.
Nel turno preliminare entrano nella competizione 12 squadre dalla Premier Intermediate League. Le sei vincenti raggiungono le altre squadre partecipanti (12 dalla Premiership, 12 dalla Championship e altre 2 dalla Premier Intermediate League).
| Turno            | Date            | Incontri | Squadre rimanenti |
| ---------------- | --------------- | -------- | ----------------- |
| Preliminare      | 13 agosto 2024  | 6        | 38 → 32           |
| Primo turno      | 1 ottobre 2024  | 16       | 32 → 16           |
| Secondo turno    | 5 novembre 2024 | 8        | 16 → 8            |
| Quarti di finale | 3 dicembre 2024 | 4        | 8 → 4             |
| Semifinali       | 14 gennaio 2025 | 2        | 4 → 2             |
| Finale           | 9 marzo 2025    | 1        | 2 → 1             |

## Turno preliminare
Il sorteggio si è tenuto il 16 luglio 2024.
| 13 agosto 2024      |             |                    |
| Ballymacash Rangers | 3 – 0       | Banbridge Town     |
| Dergview            | 2 – 1       | Knockbreda         |
| Moyola Park         | 3 – 1       | Oxford Sunnyside   |
| Rathfriland Rangers | 2 – 1       | Coagh United       |
| Warrenpoint Town    | 2 – 0 (dts) | Lisburn Distillery |
| Tobermore United    | 3 – 4 (dts) | Queen's University |

## Primo turno
Il sorteggio si è tenuto il 12 settembre 2024.
| 1 ottobre 2024          |                       |                    |
| Ballinamallard Utd      | 0 – 4                 | Coleraine          |
| Ballyclare Comrades     | 2 – 3                 | Crusaders          |
| Ballymacash Rangers     | 0 – 1                 | Institute          |
| Bangor                  | 4 – 0                 | Warrenpoint Town   |
| Carrick Rangers         | 0 – 1                 | Queen's University |
| Dollingstown            | 5 – 1                 | Newry City         |
| Dundela                 | 0 – 3                 | Dergview           |
| Dungannon Swifts        | 5 – 0                 | Portstewart        |
| Glentoran               | 2 – 0                 | Dergview           |
| Harland & Wolff Welders | 1 – 2                 | Larne              |
| Limavady Utd            | 0 – 2                 | Cliftonville       |
| Loughgall               | 2 – 3                 | Armagh City        |
| Moyola Park             | 2 – 4 (dts)           | Annagh Utd         |
| Newington Youth         | 2 – 3                 | Glenavon           |
| Portadown               | 0 – 1                 | Ards               |
| Rathfriland Rangers     | 3 – 3 (dts) (4-5 dtr) | Ballymena Utd      |

## Secondo turno
Il sorteggio si è tenuto il 2 ottobre 2024.
| 5 novembre 2024  |                       |                    |
| Annagh Utd       | 2 – 0                 | Queen's University |
| Armagh City      | 0 – 0 (dts) (8-7 dtr) | Glenavon           |
| Ballymena Utd    | 1 – 0                 | Ards               |
| Bangor           | 0 – 1                 | Cliftonville       |
| Crusaders        | 2 – 1                 | Coleraine          |
| Dungannon Swifts | 3 – 1                 | Dollingstown       |
| 19 novembre 2024 |                       |                    |
| Institute        | 0 – 2                 | Larne              |
| 3 dicembre 2024  |                       |                    |
| Linfield         | 0 – 1                 | Glentoran          |

## Quarti di finale
Il sorteggio per i quarti di finale e le semifinali si è tenuto il 6 novembre 2024.
| 3 dicembre 2024 |       |                  |
| Crusaders       | 4 – 2 | Dungannon Swifts |
| 4 dicembre 2024 |       |                  |
| Annagh Utd      | 0 – 5 | Larne            |
| Armagh City     | 0 – 3 | Cliftonville     |
| 7 gennaio 2025  |       |                  |
| Glentoran       | 2 – 0 | Ballymena Utd    |

## Semifinali
| 14 gennaio 2025 |             |              |
| Glentoran       | 4 – 2 (dts) | Crusaders    |
| Larne           | 0 – 1 (dts) | Cliftonville |

## Finale
| Arbitro: | Shane Andrews |

|             |           |  |
| Gormley 99’ | Marcatori |  |